# Kerriodoxa elegans
Genre
Espèce
Classification phylogénétique
Kerriodoxa elegans est une espèce de plantes à fleurs de la famille des Arecaceae (les palmiers). C'est la seule espèce du genre Kerriodoxa.
C'est une espèce endémique de la Thaïlande, tout d’abord découverte dans la réserve de Khao Phra Thaeo le 11 mars 1929 et ensuite décrite comme un nouveau genre et une nouvelle espèce en 1983.

## Classification
- Famille : Arecaceae
  - Sous-famille : Coryphoideae
    - Tribu : Chuniophoeniceae

## Galerie de photographies

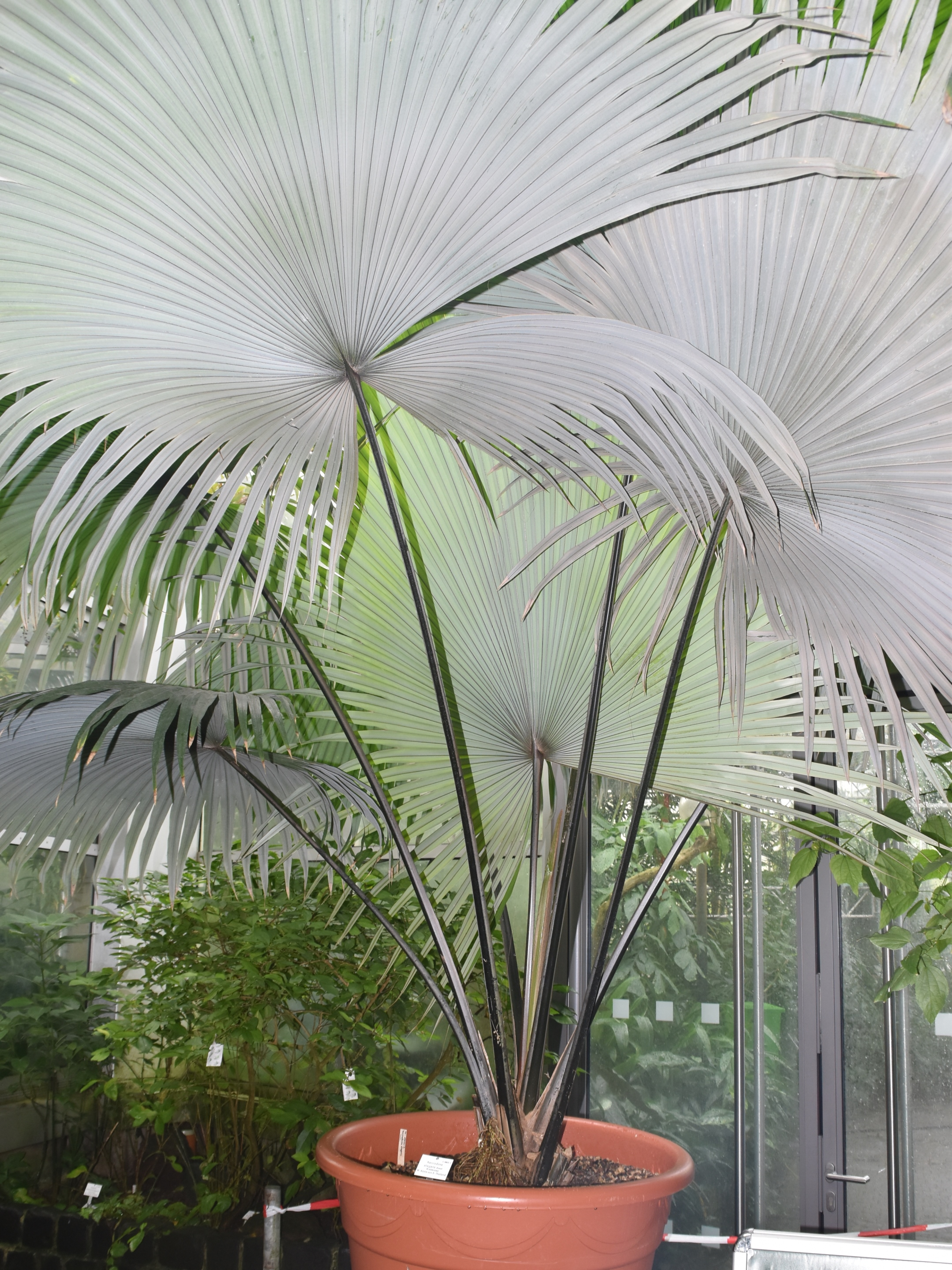
En pot, à la Palmeraie de Francfort-sur-le-Main, en Allemagne.
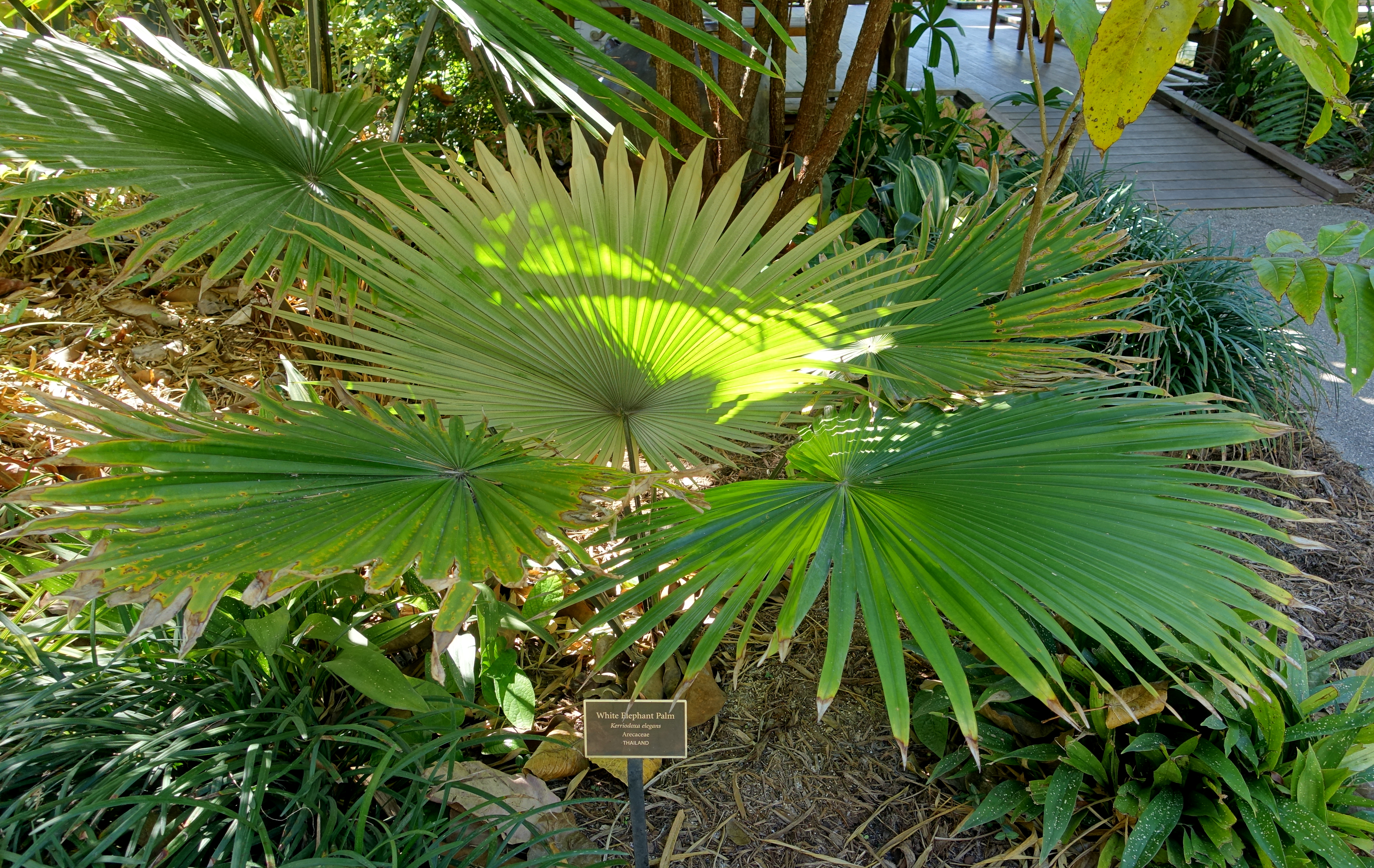
Dans la nature, au Naples botanical garden, à Naples, en Floride, aux USA.
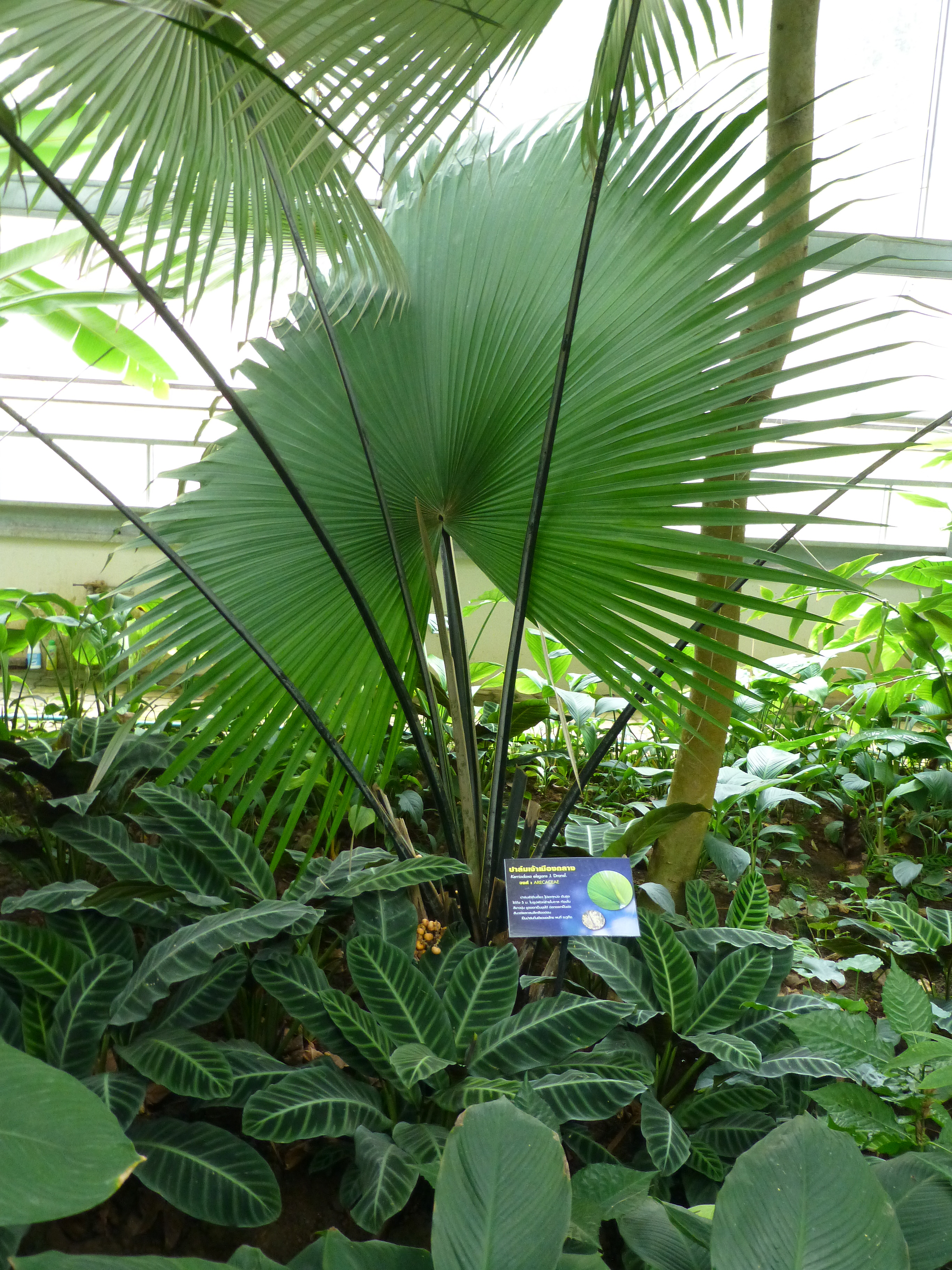
Sous serre, au Jardin botanique de la reine Sirikit, en Thaïlande.
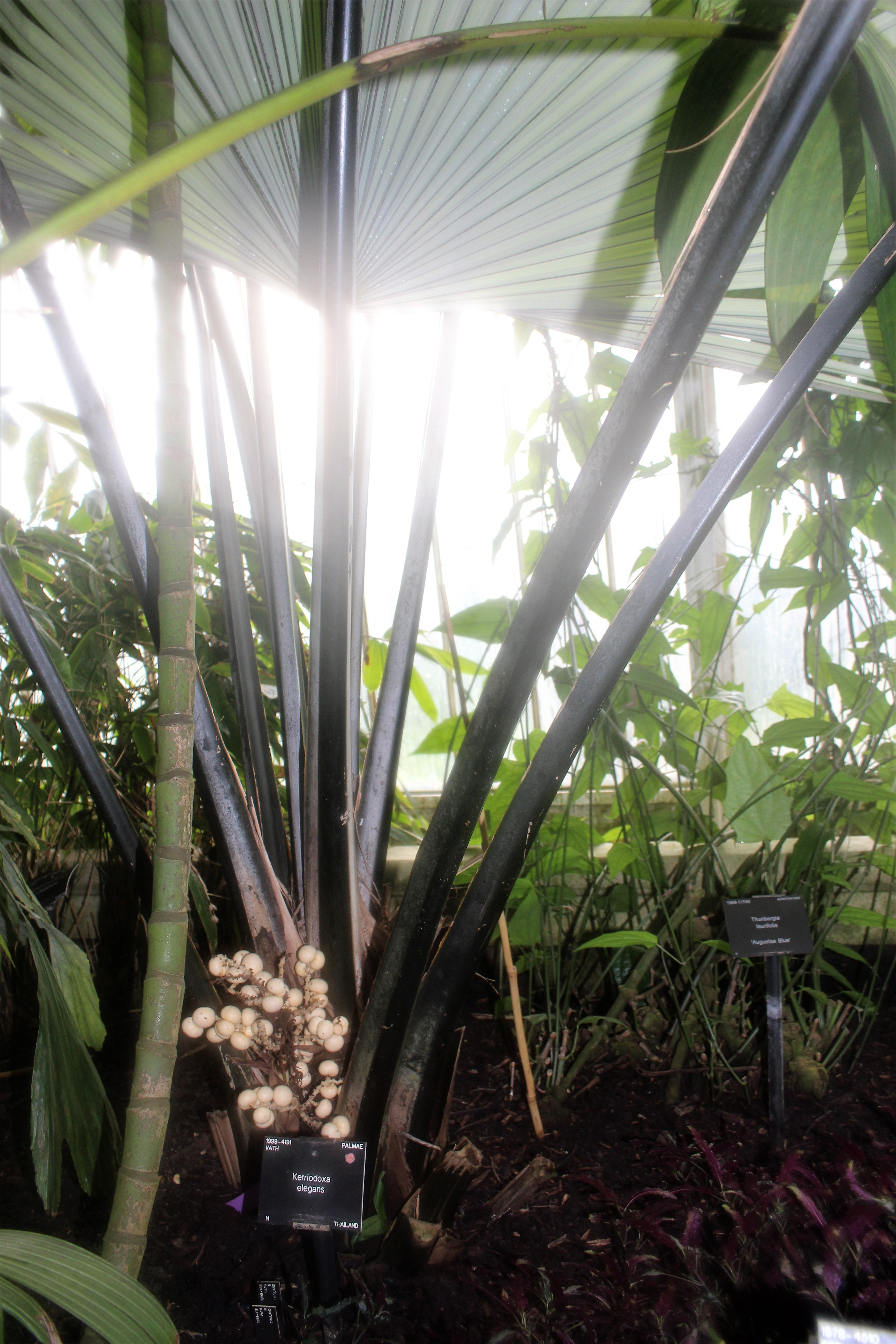
Fruits, aux Jardins botaniques royaux de Kew, dans le Grand Londres, en Angleterre.